# Comuna Kapustînți, Lîpova Dolîna
Kapustînți (în ucraineană Капустинці) este o comună în raionul Lîpova Dolîna, regiunea Sumî, Ucraina, formată din satele Hrîșkî, Kapustînți (reședința), Kliusî și Tarasenkî.

## Demografie
Componența lingvistică a comunei Kapustînți
     Ucraineană (97,68%)
     Rusă (1,9%)
     Alte limbi (0,33%)
Conform recensământului din 2001, majoritatea populației comunei Kapustînți era vorbitoare de ucraineană (97,68%), existând în minoritate și vorbitori de rusă (1,9%).